# Growing Up Is Getting Old
A Growing Up Is Getting Old (magyarul: A felnövés megöregedés) Victoria bolgár énekesnő dala, mellyel Bulgáriát képviselte a 2021-es Eurovíziós Dalfesztiválon Rotterdamban. A dal belső kiválasztás során nyerte el a dalversenyen való indulás jogát.

## Eurovíziós Dalfesztivál
2019. november 15-én vált hivatalossá, hogy a bolgár közmédia (BNT) Victoriát választotta ki az ország képviseletére a 2020-as Eurovíziós Dalfesztiválon. A Tears Getting Sober című versenydalát 2020. március 7-én mutatták be. A versenyt szervező Európai Műsorsugárzók Uniója (EBU) március 18-án bejelentette, hogy nem tudják megrendezni a versenyt a COVID–19-koronavírus-világjárvány miatt.
A bolgár műsorsugárzó jóvoltából az énekesnő lehetőséget kapott az ország képviseletére a következő évben egy új versenydallal. 2021. január 29-én jelentették be, hogy VICTORIA a little dramatic című debütáló albumán az a hat dal fog szerepelni, amelyek potenciális dalok a 2021-es dalversenyre. Mindegyik dal bemutatása után a rajongók segítségét kérték, akik egy erre a célra létrehozott weboldalon elmondhatták véleményüket az adott dalokról, így hozta meg végül a delegáció a döntést. Március 10-én vált hivatalossá, hogy az énekesnő a Growing Up Is Getting Old című dalt választotta hazája képviseletére az Eurovíziós Dalfesztiválon.
A dalfesztiválon a dalt először a május 20-án rendezett második elődöntőben adta elő, a fellépési sorrendben tizenharmadikként, a portugál The Black Mamba Love Is on My Side című dala után és a finn Blind Channel Dark Side című dala előtt.